# Dudua
Dudua es un género de mariposas de la familia Tortricidae.

## Especies
- Dudua adocima Diakonoff, 1981
- Dudua anaprobola  Bradley, 1953
- Dudua anisoptera  Clarke, 1976
- Dudua aprobola  Meyrick, 1886
- Dudua brachytoma  Diakonoff, 1973
- Dudua carpophora  Diakonoff, 1973
- Dudua charadraea  Meyrick, 1909
- Dudua chlorohygra  Diakonoff, 1973
- Dudua crossotoma  Meyrick, 1931
- Dudua cyclographa  Diakonoff, 1973
- Dudua eumenica  Meyrick, 1929
- Dudua hemigrapta  Meyrick, 1931
- Dudua hemitypa  Diakonoff, 1983
- Dudua hesperialis  Walker, 1864
- Dudua kusaiensis  Clarke, 1976
- Dudua lamproterma  Diakonoff, 1973
- Dudua metacyma  Diakonoff, 1973
- Dudua metallota  Lower, 1901
- Dudua microsema  Diakonoff, 1973
- Dudua perornata  Diakonoff, 1973
- Dudua perusta  Diakonoff, 1983
- Dudua phyllanthana  Meyrick, 1881
- Dudua piratodes  Meyrick, 1930
- Dudua pottsi  Clarke, 1976
- Dudua proba  Diakonoff, 1973
- Dudua proxima  Clarke, 1976
- Dudua ptarmicopa  Meyrick, 1936
- Dudua scaeaspis  Meyrick, 1937
- Dudua syndeltias  Meyrick, 1938
- Dudua tectigera  Meyrick, 1910
- Dudua tetanota  Meyrick, 1909
- Dudua ultima  Diakonoff, 1973